# Every Picture Tells a Story
Az 1971-es Every Picture Tells a Story Rod Stewart harmadik nagylemeze. Mind Amerikában, mind az Egyesült Királyságban az albumlista élére került. A kritikusok méltatták, 2003-ban 172. lett a Rolling Stone magazin Minden idők 500 legjobb albuma listáján, emellett bekerült az 1001 lemez, amit hallanod kell, mielőtt meghalsz című könyvbe is.

## Az album dalai
| 1. | Every Picture Tells a Story | Rod Stewart, Ronnie Wood            | 6:01 |
| 2. | Seems Like a Long Time      | Theodore Anderson                   | 4:02 |
| 3. | That's All Right            | Arthur Crudup                       | 3:59 |
| 4. | Amazing Grace               | tradicionális, hangszerelte Stewart | 2:03 |
| 5. | Tomorrow Is a Long Time     | Bob Dylan                           | 3:43 |

| 1. | Henry                   | Martin Quittenton                                | 0:32 |
| 2. | Maggie May              | Stewart, Quittenton                              | 5:16 |
| 3. | Mandolin Wind           | Stewart                                          | 5:33 |
| 4. | (I Know) I'm Losing You | Norman Whitfield, Eddie Holland, Cornelius Grant | 5:23 |
| 5. | Reason to Believe       | Tim Hardin                                       | 4:06 |

## Közreműködők
- Rod Stewart – ének, zongora
- Ronnie Wood – gitár, pedal steel gitár, basszusgitár
- Sam Mitchell – slide gitár
- Martin Quittenton – akusztikus gitár
- Micky Waller – dob
- Ian McLagan – orgona
- Danny Thompson – basszusgitár
- Andy Pyle – basszusgitár
- Dick Powell – hegedű
- Maggie Bell – "vokális csiszolás" az Every Picture Tells a Story-n
- Madeline Bell and friends (Mateus Rose, John Baldry) – "vokális csiszolás" a Seems Like a Long Time-on
- Lindsay Raymond Jackson ("the mandolin player in Lindisfarne") – mandolin
- Kenney Jones – dob az (I Know) I'm Losing You-n
- Ronnie Lane – basszusgitár az (I Know) I'm Losing You-n

## Fordítás
Ez a szócikk részben vagy egészben az Every Picture Tells a Story című angol Wikipédia-szócikk ezen változatának fordításán alapul.  Az eredeti cikk szerkesztőit annak laptörténete sorolja fel. Ez a jelzés csupán a megfogalmazás eredetét és a szerzői jogokat jelzi, nem szolgál a cikkben szereplő információk forrásmegjelöléseként.